# Mariann Ambrus
Mariann Ambrus (Budapest, 24 de abril de 1956-Budapest, 19 de octubre de 2007) fue una deportista húngara que compitió en remo. Ganó tres medallas en el Campeonato Mundial de Remo entre los años 1975 y 1978.

## Palmarés internacional
| Campeonato Mundial | Campeonato Mundial        | Campeonato Mundial | Campeonato Mundial |
| Año                | Lugar                     | Medalla            | Prueba             |
| ------------------ | ------------------------- | ------------------ | ------------------ |
| 1975               | Nottingham (Reino Unido)  | Medalla de plata   | Scull individual   |
| 1977               | Ámsterdam (Países Bajos)  | Medalla de bronce  | Scull individual   |
| 1978               | Cambridge (Nueva Zelanda) | Medalla de bronce  | Scull individual   |